# Маркос Пенья
Ма́ркос Пе́нья (ісп. Marcos Peña, нар. 15 березня 1977, Буенос-Айрес) — аргентинський політик і політолог. У 2015-2019 роках обіймав посаду Прем'єр-міністра Аргентини.